# Mairang
Mairang è una suddivisione dell'India, classificata come town committee, di 11.517 abitanti, situata nel distretto dei Monti Khasi Occidentali, nello stato federato del Meghalaya. In base al numero di abitanti la città rientra nella classe IV (da 10.000 a 19.999 persone).

## Geografia fisica
La città è situata a 25° 34' 0 N e 91° 37' 60 E e ha un'altitudine di 1.563 m s.l.m..

## Società

### Evoluzione demografica
Al censimento del 2001 la popolazione di Mairang assommava a 11.517 persone, delle quali 5.773 maschi e 5.744 femmine. I bambini di età inferiore o uguale ai sei anni assommavano a 2.498, dei quali 1.303 maschi e 1.195 femmine. Infine, coloro che erano in grado di saper almeno leggere e scrivere erano 7.147, dei quali 3.553 maschi e 3.594 femmine.